# Устарис, Херонимо де
Херонимо де Устарис (исп.  Jerónimo de Uztáriz y Hermiaga; 16 ноября 1670, Сантестебан, Наварра, Испания — 31 января 1732, Мадрид, Испания) — испанский экономист, автор книги «Теория и практика торговли», сторонник меркантилизма, выступал за активное вмешательство государства в хозяйственную жизнь страны, оказывал влияние на экономическую политику Филиппа V.

## Биография
Херонимо родился в 1670 году в городе Пола де Сомьедо, Астурия, Испания, и был крещён 16 ноября 1670 года в семье отца Ионна Устариса и Аиртис (1633—1686) и матери Марии Хермиага и Отеис, был среднем в семье из семи отпрысков.
В 1686 году в возрасте 15 лет переехал к родственникам в Мадрид и поступил в Королевскую Академию Брюсселя. В январе 1687 года уехал во Фландрию, где служил в течение 10 лет в армии Фландрии и получил чин капитана. Был участником войны Аугсбургской лиги, принимал участие в восьми кампаниях, в том числе в осаде Намюра и в сражении у Неервиндена, где он был пленен, но ему удалось вернуться. В марте 1697 года, оставив службу, вернулся домой в Испанию.
Херонима в Брюсселе женился 21 января 1696 года на Марии Франциска де Азура и Гандиа из семьи военных, и у них родились двое сыновей Луис (1700—04.01.1770) и Касимиро и дочь Мария.
В 1698—1704 годах продолжил служить маркизу Бедмару во Фландрии в качестве главнокомандующего армии Фландрии.
В 1706 году Филипп V назначил его рыцарем ордена Сантьяго, и с 1707 года он начал работать в Мадриде в администрации Филиппа V.
С 1724 года являлся секретарём Королевского совета по делам Индии, с 1727 года секретарём Совета по торговле, а с 1730 года министром Совета по торговле.
Херонимо де Устарис умер 31 января 1732 года в Мадриде и был похоронен в церкви Санта-Марии-де-ла Альмудена.

## Меркантилизм Устариса
Х. Устарис в своём произведении «Теория и практика торговли» от 1724 года убеждал о необходимости поддержки отечественной промышленности, поощрении местных производителей и строительных мануфактур: «Отсутствие собственного производства и необходимость покупать товары за границей приводят к постоянному массовому оттоку драгоценного металла, который переходит в руки более трудолюбивых соседей, обогащая их, и являясь причиной собственного разорения».
Х. Устарис считал, что основной причиной упадка Испании и разрушения её экономики в XVI—XVII веках был дефицит внешней торговли. Основой развития страны видел в развитии внешней торговли, в превышение экспорта над импортом, что требует развитие отечественной промышленности, запрещение вывоза сырья, изменение налоговой системы и расширение внутреннего рынка.
Х. Устарис также отмечал, что для развития торговли необходимо строительство мануфактур, в особенности шёлкоткацких и суконных, а главная причина упадка испанской торговли — ввоз в страну тканей иностранного производства.